# 上細井町
上細井町（かみほそいまち）は、群馬県前橋市の地名。郵便番号は371-0051。2013年現在の面積は2.51km2。

## 地理
赤城白川左岸に位置している。

### 河川
- 赤城白川
- 観音川
- 竜ノ口川

## 歴史
江戸時代頃からある地名で、前橋藩領だった。

### 年表
- 1889年4月1日 町村制施行により、上細井村は上小出村、下小出村、北代田村、下細井村、龍蔵寺村、青柳村、日輪寺村、川端村、荒牧村、川原島新田村、関根村、田口村と合併し南勢多郡南橘村が成立する。
- 1896年4月1日 郡統合（南勢多郡と東群馬郡の統合）により南橘村は勢多郡に所属する。
- 1954年9月1日 勢多郡南橘村は前橋市に編入合併する。そのため前橋市上細井町となる。
- 2012年12月22日 国道17号（上武道路）の群馬県道3号前橋大間々桐生線 - 群馬県道4号前橋赤城線 間の開通に伴い、当町に初めて国道が通る事となる。

## 世帯数と人口
2017年（平成29年）8月31日現在の世帯数と人口は以下の通りである。
| 町丁     | 世帯数    | 人口    |
| -------- | --------- | ------- |
| 上細井町 | 1,111世帯 | 2,699人 |

## 小・中学校の学区
市立小・中学校に通う場合、学区は以下の通りとなる。
| 番地 | 小学校             | 中学校             |
| ---- | ------------------ | ------------------ |
| 全域 | 前橋市立細井小学校 | 前橋市立鎌倉中学校 |

## 交通

### 鉄道
鉄道駅はない。

### 道路
国道は国道17号上武道路、県道は群馬県道4号前橋赤城線と群馬県道76号前橋西久保線が通っている。

## 施設
- 前橋市立前橋高等学校
- 前橋市立鎌倉中学校
- 前橋市消防局北消防署
- 前橋市民プール
- 前橋市立細井保育所